# Selaginella lonko-batu
Selaginella lonko-batu är en mosslummerväxtart som beskrevs av Georg Hans Emmo Emo Wolfgang Hieronymus och Alderw.. Selaginella lonko-batu ingår i släktet mosslumrar, och familjen mosslummerväxter. Inga underarter finns listade i Catalogue of Life.